# Tambinia capitata
Tambinia capitata är en insektsart som beskrevs av Desmarets 1906. Tambinia capitata ingår i släktet Tambinia och familjen Tropiduchidae. Inga underarter finns listade i Catalogue of Life.